# ピーター・リリー
ピーター・ブルース・リリー(Peter Bruce Lilley, Baron Lilley,PC 1943年8月23日 - ）は、イギリスの政治家。1983年から2017年まで保守党所属の下院議員、ヒッチン・アンド・ハーペンデン選挙区選出（以前はセント・オールバンズ選挙区）。一代貴族。彼はマーガレット・サッチャーおよびジョン・メージャー首相の下で閣僚を務めた。1990年7月から1992年4月まで通商産業大臣、そして1992年4月から1997年5月まで社会保障大臣を務めている。

## 生い立ち
リリーはイングランド、ケント州ヘイズに生まれる。父親はBBCの役員であった。Hayes County Primary Schoolで教育を受け、ダリッジ・カレッジを卒業後ケンブリッジ大学クレア・カレッジに進学、自然科学と経済学を学ぶ。ケンブリッジの同窓生にはケネス・クラーク、マイケル・ハワード、ノーマン・ラモントらがいる。1966年から1972年にかけて発展途上国の経済アドバイザーを務める。議会入りする前に、彼はロンドンの株式仲介業者、W. Greenwell & Co.のエネルギー・アナリストであった。
リリーは1973年から75年まで保守的なシンクタンク、ボウ・グループの議長を務めた。1979年から保守党調査部のディレクターとして働き、1983年に下院議員となる。

## 国会議員として
1974年総選挙でトッテナム選挙区から出馬したが、労働党候補のノーマン・アトキンソンに敗北した。
1983年、セント・オールバンズ選挙区から当選し、1984年から1987年にかけてナイジェル・ローソンの議会担当秘書官を務める。その後経済担当政務官と金融担当政務官を歴任し、1990年半ばにニコラス・リドリーに代わって通商産業大臣に就任する。当初は右派のサッチャー支持者とみなされた彼は、サッチャーに対して個人的に、彼女の経歴はリーダーシップ挑戦の第1回投票に敗北した後終了したと言い、そしてその後、最終的な後継者のジョン・メージャーに彼女の跡を継ぐために選挙に立候補するよう訴えた。
1992年の総選挙後、彼は社会保障大臣に就任した。
1997年には党首選に立候補したが、5名の候補者中4位となった。保守党の野党時代には1997年から1998年にかけて影の社会保障大臣、影の財務大臣を歴任、1998年から1999年にかけて副党首を務めた。
リリーはマリファナ合法化の主唱者であることで知られている。2001年にリリーは、ソーシャルマーケット財団のパンフレットで大麻の合法化を主張し、党及び国内でいくらかの論争を引き起こした。
2005年には政府の国民IDカード導入計画に対して非常に批判的なレポートをボウ・グループから発表した。
2005年12月にデーヴィッド・キャメロンが保守党党首に選出されると、リリーはグローバリゼーション・アンド・グローバル・ポリシー・グループの議長に任命された。
2018年6月18日にリリーは一代貴族ハートフォードシャー州オファのリリー男爵に叙されて貴族院議員に就任した。

## 言動・政策
マーストリヒト条約批准に際して、閣僚でありながらもリリーはマイケル・ハワードらと共に、条約には批判的であった。元首相ジョン・メージャーはリリーを「バスタード」と呼んでいた。
リリーは、英国は欧州人権裁判所を拒絶すべきと考えている。権利同士のバランスについてや些細なことにまで人権が拡大適用されることについて、押し付けがましい政治決定を行う権利を裁判官に与えることは、司法の政治問題化につながると述べている。

## 参照
1. 1 2 3 4  Lawson, Mark (2014年4月2日). “The making of blue Peter: In the last two years, Peter Lilley has shot from obscurity to Euro-baiting stardom at Tory party conferences. Is the minister who begat the Child Support Agency as right as he's painted?”. Independent 2016年6月14日閲覧。
2. 1 2 3  Peter LilleyBiography, Politics.co.uk
3. ↑  About Peter PETER'S RECORD OF SERVICE
4. ↑  “'Legalise cannabis' says Lilley”. BBC News. (2001年7月6日)
5. ↑   アーカイブ 2006年6月3日 - ウェイバックマシン
6. ↑   アーカイブ 2006年6月19日 - ウェイバックマシン
7. ↑  “Page 11112 | Issue 62331, 22 June 2018 | London Gazette | The Gazette” (英語). www.thegazette.co.uk. 2025年5月8日閲覧。
8. 1 2  Peter Lilley: I’m still a ‘bastard’ but I’m not a troublemaker over EuropeR. Prince, The Daily Telegraph, 3 Aug 2015